# Варкалово
Варкалово (рос. Варкалово) — присілок у Всеволожському районі Ленінградської області Російської Федерації.
Населення становить 13 осіб. Належить до муніципального утворення Кузьмоловське міське поселення.

## Історія
Від 1 серпня 1927 року належить до Ленінградської області.

## Населення
| 2007 | 2010 | 2017 |
| ---- | ---- | ---- |
| 15   | ↗58  | ↘13  |